# Йола Гелди джамия
Йола Гелди джамия (на гръцки: Γιολά Γκελντί Τζαμί) е бивш мюсюлмански храм в южномакедонския град Бер (Верия), Гърция.
Разположена е в южната махала на града Калитеа - бившата турска махала, на улица „Атанасиос Дякос“, над новата църква „Света Параскева“. След като Бер попада в Гърция след Балканските войни, джамията е превърната в частна къща.